# Great Birmingham Run
 Great Birmingham Run is een hardloopevenement in Birmingham dat sinds 2008 jaarlijks wordt gehouden. De wedstrijdafstand is een halve marathon. In 2009 vond het wereldkampioenschap halve marathon plaats op hetzelfde parcours.

## Statistiek

### Parcoursrecords
- Mannen: 1:00.17 (Micah Kogo, 2012,  Kenia)
- Vrouwen: 1:10.19 (Gemma Steel, 2013,  Verenigd Koninkrijk)

### Winnaars
| Editie | Jaar | Snelste man        | Land | Tijd    | Snelste vrouw     | Land | Tijd    |
| ------ | ---- | ------------------ | ---- | ------- | ----------------- | ---- | ------- |
| 1      | 2008 | Andi Jones         | GBR  | 1:05.46 | Birhan Dagne      | GBR  | 1:17.40 |
| 2      | 2009 | Jean Ndayisenga    | BDI  | 1:06.17 | Susan Partridge   | GBR  | 1:12.50 |
| 3      | 2010 | Edwin Kipyego      | KEN  | 1:03.50 | Susan Partridge   | GBR  | 1:13.56 |
| 4      | 2011 | Haile Gebrselassie | ETH  | 1:01.29 | Gemma Steel       | GBR  | 1:12.21 |
| 5      | 2012 | Micah Kogo         | KEN  | 1:00.17 | Sara Moreira      | POR  | 1:12.49 |
| 6      | 2013 | Thomas Ayeko       | UGA  | 1:02.32 | Gemma Steel       | GBR  | 1:10.19 |
| 7      | 2014 | Joel Kimutai       | KEN  | 1.01.30 | Polline Wanjiku   | KEN  | 1:10.48 |
| 8      | 2015 | Chris Thompson     | GBR  | 1:03.00 | Dominika Napieraj | POL  | 1:13.39 |
| 9      | 2016 | Andy Vernon        | GBR  | 1:03.32 | Elizeba Cherono   | NED  | 1:13.42 |